# アイドルゾーン20時
『アイドルゾーン20時』（あいどるぞーんにじゅうじ）は、TOKYO MXが制作し、TOKYO MX2で放送されていたアイドルバラエティ番組である。全力じじぃ初のレギュラーゴールデンタイム番組でありレギュラー帯番組。アイドルソーシャルゲーム・アイドルゾーンが全面提供する。放送時間は原則、番組名のとおり20時開始だが、東京シティ競馬中継やプロ野球中継によりしばしば変更される。とりわけ金曜は、初回が翌0:00 - 0:30のため、土曜日になってからの放送となり、第2週・第3週も21:30 - 22:00だったため、5月3日放送分で初めて20時開始となった。

## 番組概要
2019年4月1日より放送開始するアイドル番組。月曜日から木曜日までを全力じじぃの2人がMCを務め、アシスタントを藤野志穂（2o Love to Sweet Bullet）と天羽希純（READY TO KISS）が担当。金曜日のみMCを2700の2人が務める。
「芸能界で生きていく為に必須である恥克服」をテーマにアイドルたちが様々な企画に挑戦。エムキャス対応番組。
金曜MCの2700が所属事務所から無期限の謹慎処分となったこともあり、6月24日週をもっての番組終了が決定。最終週は全力じじいのみが出演し、月曜日から木曜日までの未公開トーク集、総集編を放送。またYouTube・TOKYO MXチャンネルに挙げていたアイドルゾーン20時金曜日版がすべて削除された（月‐木曜日版はアーカイブ存続）。

## おもなコーナー

### 月曜 - 木曜
- 恥なし先生 - 恥ずかしさの克服のため、様々なことに挑戦。毎回一組のグループが招かれる
- アイドル徹底調査 - トータライザーを使用してアイドルの抱える心情を調査する。
- ミニドラマ
  - 「変顔ゾンビ」 - 月曜コーナー。変顔患者に接触すると感染してしまう変顔症候群に襲われたアイドルたちを追う。主演：伏見莉穂。助演：天羽希純。
  - 「昆虫物語」 - 水曜コーナー。出演アイドル扮する昆虫たちによるコント。
  - 「うつけ姫」 - 木曜コーナー。吉田明加（Chu-Z）扮するうつけ姫を中心とする歴史コント。
- 運営の悪口 - アイドルたちに事務所スタッフなど裏方への不平不満を聞き、解決策を指南する。その場にスタッフ本人がいれば真偽を問いただす。
- ロケコーナー - 帯で送る外ロケ企画。第1週は「船酔い選手権」。ロケVTR終わりに感想や反省を聞く。5月から火曜コーナーとなり、特定グループの抜き打ちテストを放送する。

### 金曜
- 全員○○ - 出演アイドル全員でじゃんけん、ロシアンルーレットなどを行い1人抜けを決める。選出された一人には特典が用意される。

## 出演者
所属グループなどは放送当時の表記。

### MC
- 全力じじぃ（月 - 木曜）
  - カンカン
  - 前すすむ
- 2700（金曜）
  - ツネ
  - 八十島[8]
- 8.6秒バズーカー（金曜アシスタントMC）[9]
  - はまやねん
  - 田中シングル

### 総合アシスタント（月 - 木曜）
- 藤野志穂（2o Love to Sweet Bullet）[10]
- 天羽希純（READY TO KISS）[4]

### 曜日アシスタント
- 月曜日担当
  - 鈴宮あかり（君に恋をした）
  - 伏見莉穂（2o Love to Sweet Bullet）
- 火曜日担当：
  - 篠塚つぐみ（絶対直球女子!プレイボールズ）
  - 松下愛（アンダービースティー）
- 水曜日担当：
  - 上原歩子（READY TO KISS）
  - 藤沢泉美（SAY-LA）
- 木曜日担当：
  - 桜井りおな（東京CuteCute）
  - MAYU（Chu-Z）
- 金曜日担当：
  - 青木りさ（ネコプラ）
  - 夏目みさき（chuLa）

### ゲストアイドル
毎日日替わりで10名前後のグループアイドルが参加。コーナーによっても入れ替えられる。月曜から木曜まではまとめ撮りのためゲストアイドルグループも同一。

## スタッフ
- 企画：サンクレイド（月 - 木曜）、小口馨（金曜）
- 構成：大石依里香、もりむら
- 協力：VANGUARD、D-techno
- ナレーション：一之瀬夢（月 - 木曜）、天海つばめ（JYA☆PON、金曜）
- タイトルデザイン：佐藤祐治
- 制作：宮里愛、栗栖和平、田中宏武（月 - 木曜）、我妻和希、吉田明希、新宅康祐（金曜）
- フロアディレクター：長谷川栄治、谷真寿雄
- AP：立花りあん
- ディレクター：斎藤満（ホーンフィールド、月 - 木曜）、楊常孝、細川雄大（金曜）
- プロデューサー：西村勇壱（月 - 木曜）、名古屋宏明（金曜）
- 監修：中野テツジロ（金曜）
- 制作協力：FROOK、FFTV（金曜）
- 制作著作：TOKYO MX

## 音楽

### 主題歌
- 月曜：「だから嫌いなの。」2o Love to Sweet Bullet
- 火曜：「ダイビングキャッチ」絶対直球女子!プレイボールズ
- 水曜：「YES,肯定ペンギン」SAY-LA
- 木曜：「ばりばりんりん」Chu-Z
- 金曜：「史上最強うぇぽん」chuLa

### エンディング
- 月曜：「高級フカヒ恋」君に恋をした。
- 火曜：「ROCK ALIVE」 UnderBeasty
- 水曜：「伊達だって」READY TO KISS
- 木曜：「SUGAR」東京CuteCute
- 金曜は週替わり。前述のコーナー勝利特典として、グループの曲が掛けられることが多かった。